# Femöresbron

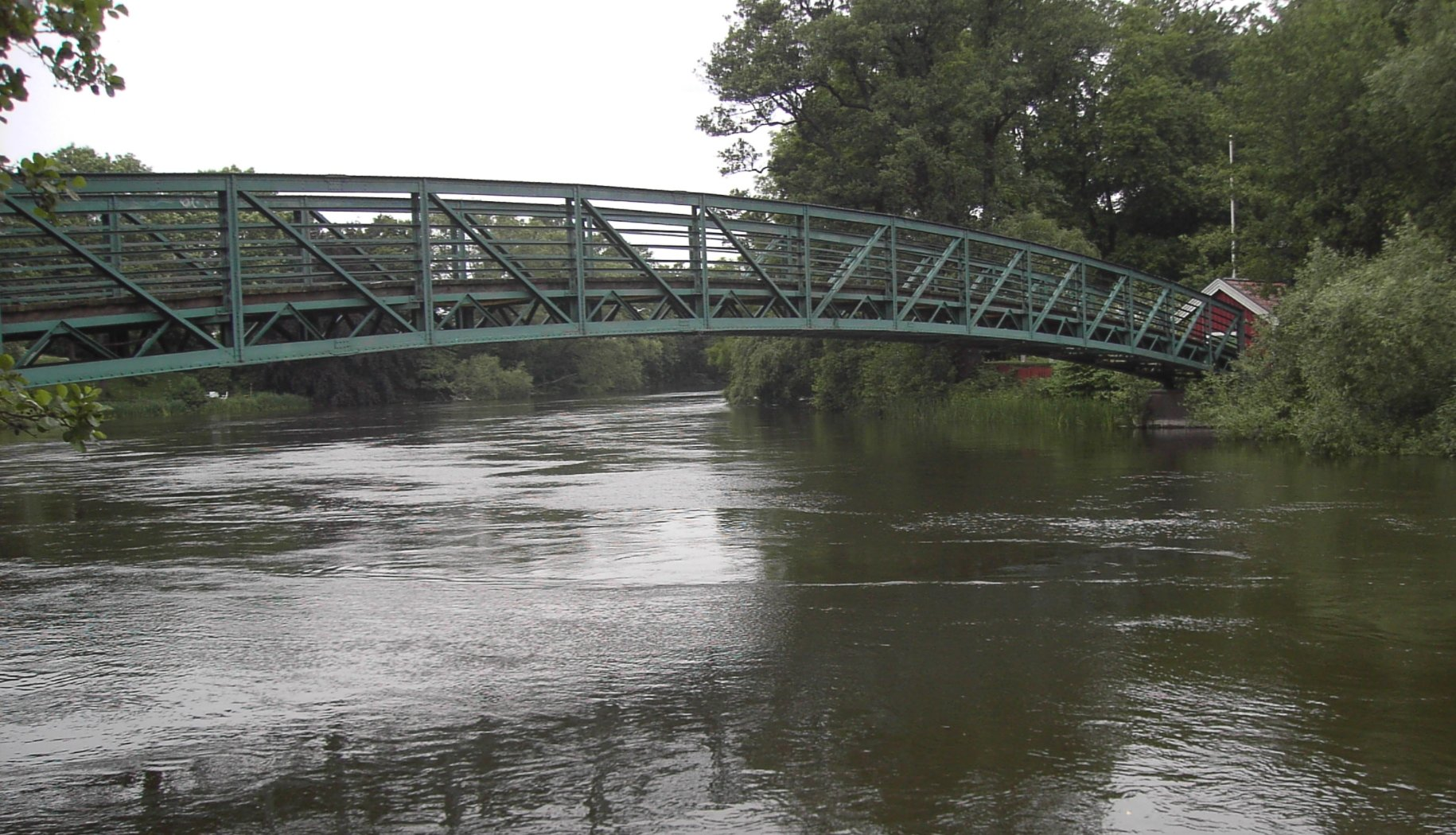
Gamla Femöresbron

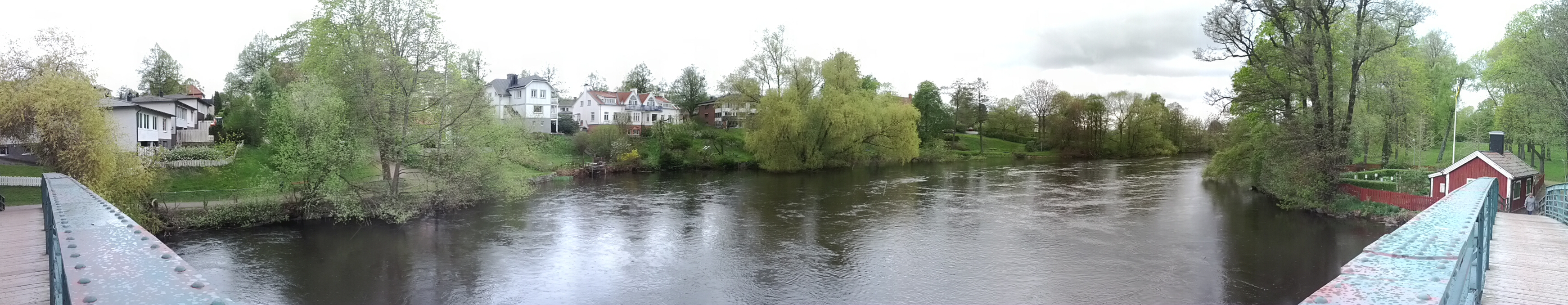
Panorama från Gamla Femöresbron

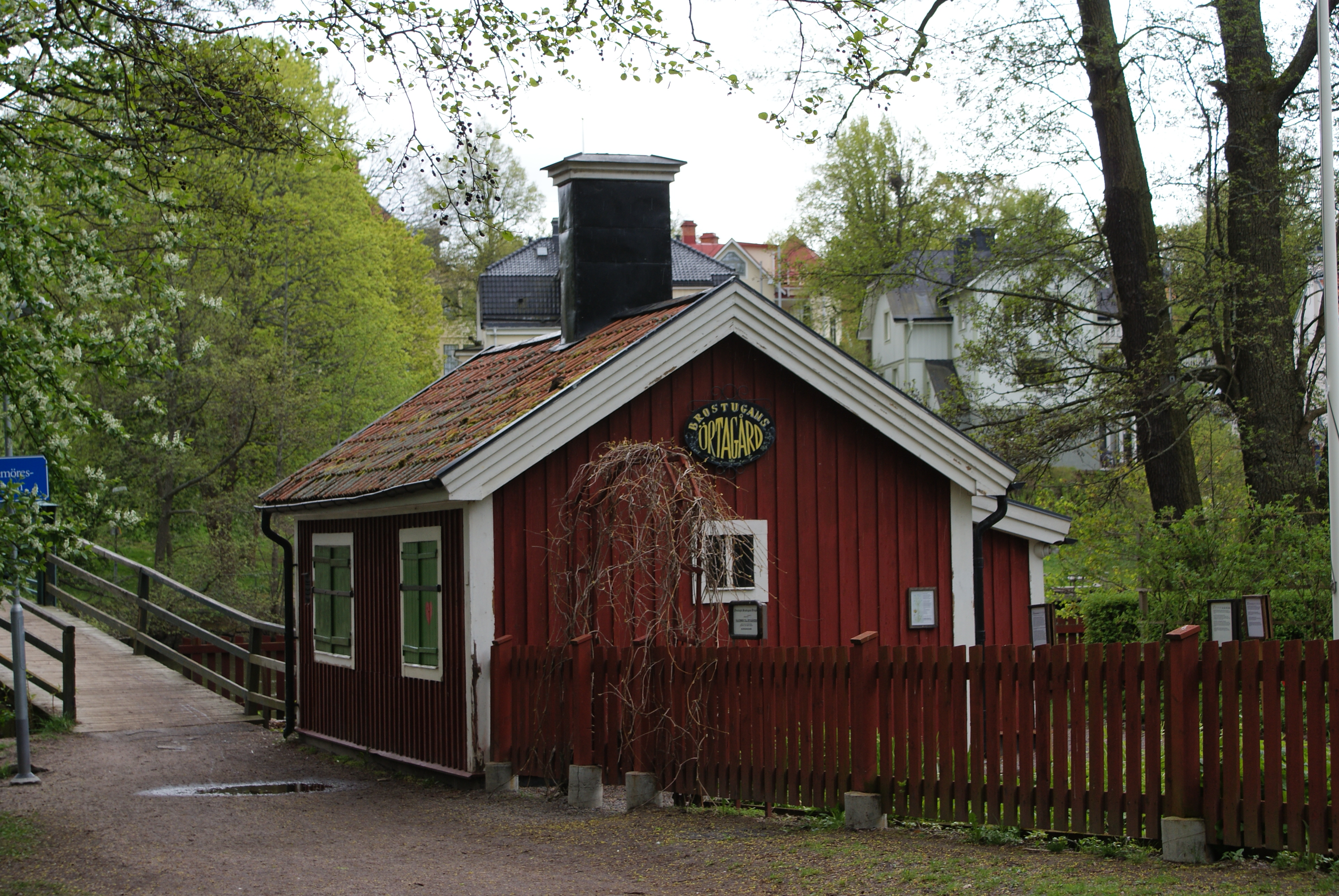
Brovaktarstugan

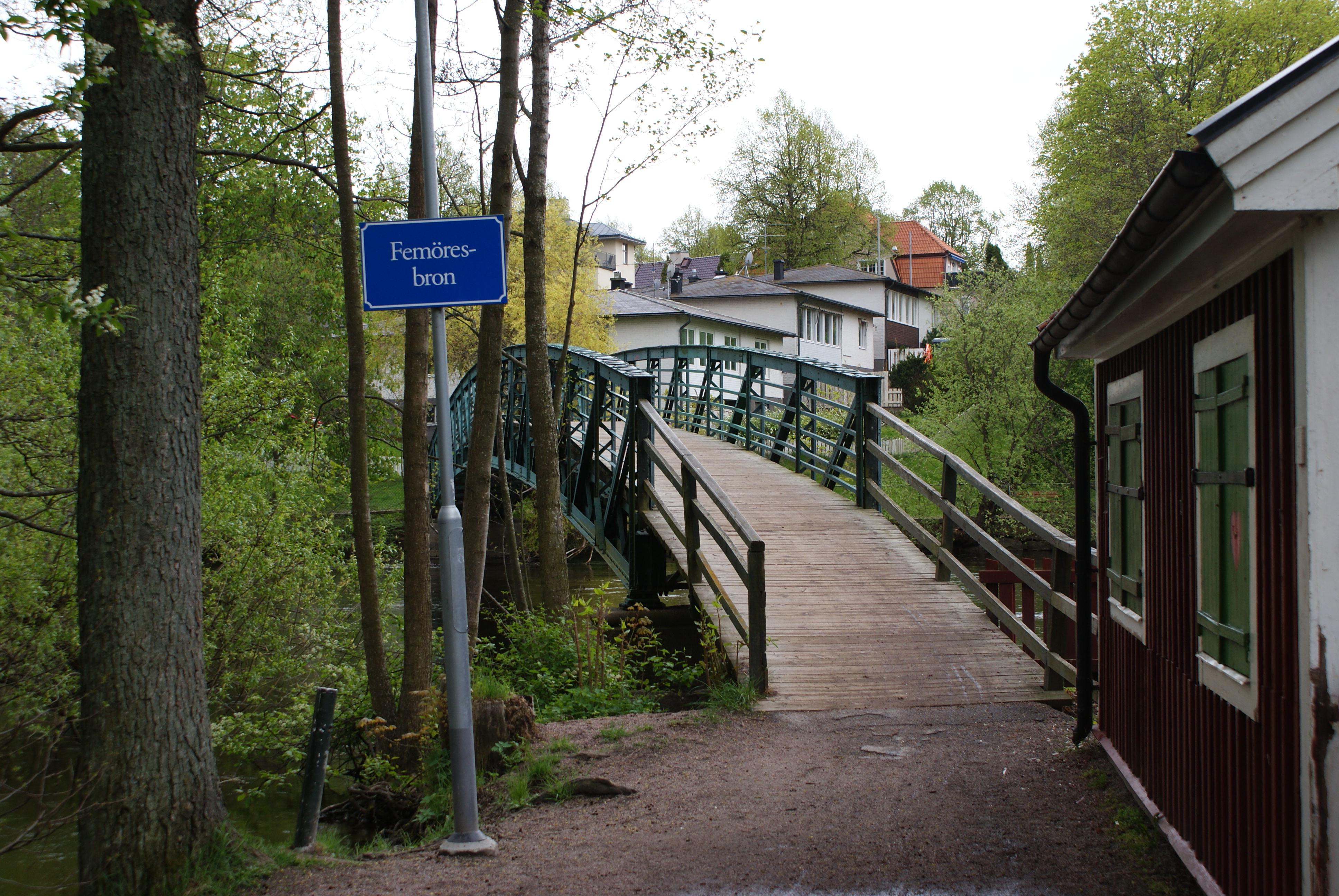
Gamla Femöresbron vid Brovaktarstugan

Femöresbron är en gångbro som går över Motala ström i Kneippen i Norrköping.
Namnet kommer från den avgift man betalade för att nyttja bron. Vid det norra brofästet byggdes en stuga för brovaktaren, som tog emot avgiften på fem öre fram till 1948. Idag (2019) disponeras stugan med tomt av föreningen Brostugans Örtagård som har förvandlat den till en örtagård.

## Nya Femöresbron
Ursprungligen övervägdes konstruktionstyper som avsåg att efterlikna den gamla bron.  De ingrepp i miljön kring Brovaktarstugan som då krävdes (bl.a. flyttning av stugan ) bedömdes vara så stora att de avslogs av Kammarrätten i Jönköping.
Det slutligen valda alternativet blev dock en bågbro av stål, med en överliggande brobåge. 
Under sommaren 2024 inleddes arbetet med att bygga den nya bron. 2025-01-19 lades brons huvudspann på sin plats. Bron invigdes den 7 mars 2025.

## Gamla Femöresbron
Bron var en bågbro tillverkad av stål, med en brobana av trä, och byggdes för att låta kurgästerna i Kneippen ta sig över till Folkparken. Femöresbron invigdes 1901. Bron stängdes 2016 då en rutininspektion visat att bron höll på att rosta sönder. I oktober 2017 lyftes bron slutligen bort.  Efter uppläggning på land och inspektion bedömdes bron som för kostsam att renovera. Under år 2020 skrotades den gamla bron slutligen